# Пуливаци
Пуливаци или Пуливаковци са етнографска група в Южна Македония.

## История и разпространение
До началото на XX век българите в Долновардарската област са наричани Пу̀ливаковци по израза в диалекта им „пу̀ли ва̀ка!“ (гледай тука!). Константин Иречек ги разделя на горнополенци (Меглен, Воден, Негуш и Острово) и долнополенци (около Енидже Вардар). Царевна Миладинова разширява обхвата на полените и поленците в съседните области край Солун. При устието на Вардар и Караазмак малка етнографска група е била наричана „камбарба̀ци“ или „къркамба̀ци“, в които имена могат да се търсят древно тракийски корени.